# Quercus senescens
Quercus senescens là một loài thực vật có hoa trong họ Cử. Loài này được Hand.-Mazz. miêu tả khoa học đầu tiên năm 1929.